# Jeneč (Brťov-Jeneč)
Jeneč je malá vesnice, část obce Brťov-Jeneč v okrese Blansko. Nachází se na jihovýchodě Brťova-Jenče. Prochází zde silnice II/377. Je zde evidováno 24 adres. Trvale zde žije 84 obyvatel.
Jeneč je také název katastrálního území o rozloze 2,25 km2.

Na počátku 17. století zde bylo 11 domů, z nich byly po třicetileté válce 4 pusté. V roce 1793 zde bylo už 18 domů se 95 obyvateli.

## Název
Původní (písemně nedoložená) podoba názvu vsi byla Jěneč, odvozená od osobního jména Jěnec, což byla zdrobnělina jména Jan. Význam místního jména byl "Jěncův majetek". Z písemných záznamů (a až do 20. století i místní mluvy) je doložen pouze tvar Jenč, který vznikl podle nepřímých pádů (Jenče, Jenči atd.). V roce 1924 byl jako úřední obnoven tvar Jeneč.